# Panyaungan
Panyaungan is een bestuurslaag in het regentschap Lebak van de provincie Banten, Indonesië. Panyaungan telt 3884 inwoners (volkstelling 2010).